# Ivana Baquero Macías
Ivana Baquero Macías (Barcelona, 11 de juny de 1994) és actriu i escriptora catalana. Va guanyar el Premi Goya a la millor actriu revelació el 2007 per la seva actuació a El laberinto del fauno (2006), sent la guanyadora més jove d’aquesta categoria. Va estudiar a l’Escola Americana de Barcelona. Ha treballat en pel·lícules com La dona de l’anarquista (2008), L’altra filla (2010) i Keeper of the Pinstripes (2012).

## Filmografia

### Cinema
Llargmetratges
- 2004 - Romasanta, dirigida per Paco Plaza
- 2004 - Rottweiler, dirigida per Brian Yuzna
- 2005 - Fràgils, dirigida per Jaume Balagueró
- 2005 - Maria i Assou, telefilm dirigit per Sílvia Quer
- 2006 - El laberinto del fauno, dirigida per Guillermo del Toro
- 2008 - La dona de l'anarquista, dirigida per Peter Sehr i Marie Nöelle
- 2010 - L'altra filla, dirigida per Luis Berdejo
- 2013 - Mi otro yo
- 2017 - Demonios tus ojos[2]
- 2021 - Black Friday
- 2025 - La viuda negra

Curtmetratges
- 2010 - Absència, curtmetratge dirigit per Javi Muñoz
- 2011 - The Red Virgin, dirigida per Sheila Pye

### Televisió
- 2005 - Maria i Assou dirigit per Sílvia Quer.
- 2006 - Cuento de navidad, dirigida per Paco Plaza.
- 2016 - Las crónicas de Shannara dirigit per Brad Turner.

## Premis i nominacions
| Any  | Premi                                                   | Categoria                                                                   | Títol                  | Resultat   |
| ---- | ------------------------------------------------------- | --------------------------------------------------------------------------- | ---------------------- | ---------- |
| 2006 | Chicago Film Critics Association Awards                 | Artista prometedora                                                         | El laberinto del fauno | Nominada   |
| 2007 | Academy of Science Fiction, Fantasy & Horror Films, EUA | Millor Actuació d'un Actor Jove                                             | El laberinto del fauno | Guanyadora |
| 2007 | Broadcast Film Critics Association Awards               | Millor actriu jove                                                          | El laberinto del fauno | Nominada   |
| 2007 | Premis Butaca                                           | Millor actriu catalana de cinema                                            | El laberinto del fauno | Nominada   |
| 2007 | Premi Cercle d'Escriptors Cinematogràfics,Espanya       | Premi revelació                                                             | El laberinto del fauno | Nominada   |
| 2007 | Premis Goya                                             | Goya a la millor actriu revelació                                           | El laberinto del fauno | Guanyadora |
| 2007 | Imagen Foundation Awards                                | Millor actriu                                                               | El laberinto del fauno | Guanyadora |
| 2007 | Premis ACE                                              | Millor actriu                                                               | El laberinto del fauno | Guanyadora |
| 2007 | Premi Unió actors, Espanya                              | Millor actriu                                                               | El laberinto del fauno | Guanyadora |
| 2007 | Turia Awards                                            | Millor actriu                                                               | El laberinto del fauno | Guanyadora |
| 2007 | premis Young Artist                                     | Millor Actuació en una Pel·lícula de cinema - Actor Principal Jove o actriu | El laberinto del fauno | Nominada   |